# Фарнета (Модена)
Фарнета је насеље у Италији у округу Модена, региону Емилија-Ромања.
Према процени из 2011. у насељу је живело 213 становника. Насеље се налази на надморској висини од 701 м.